# Sperduti sull'Oceano
Sperduti sull'Oceano (Reported Missing) è un film muto del 1922 diretto da Henry Lehrman. La sceneggiatura di Lewis Allen Browne si basa su un soggetto che porta la firma dello stesso regista e di Owen Moore, l'attore protagonista della storia. Prodotto da Lewis J. Selznick sotto la supervisione di suo figlio Myron Selznick, il film aveva come interpreti, oltre a Owen Moore, Pauline Garon, Tom Wilson, Tôgô Yamamoto, Frank Wunderlee, Robert Cain, Nita Naldi, Mickey Bennett, Kathryn Perry.

## Trama

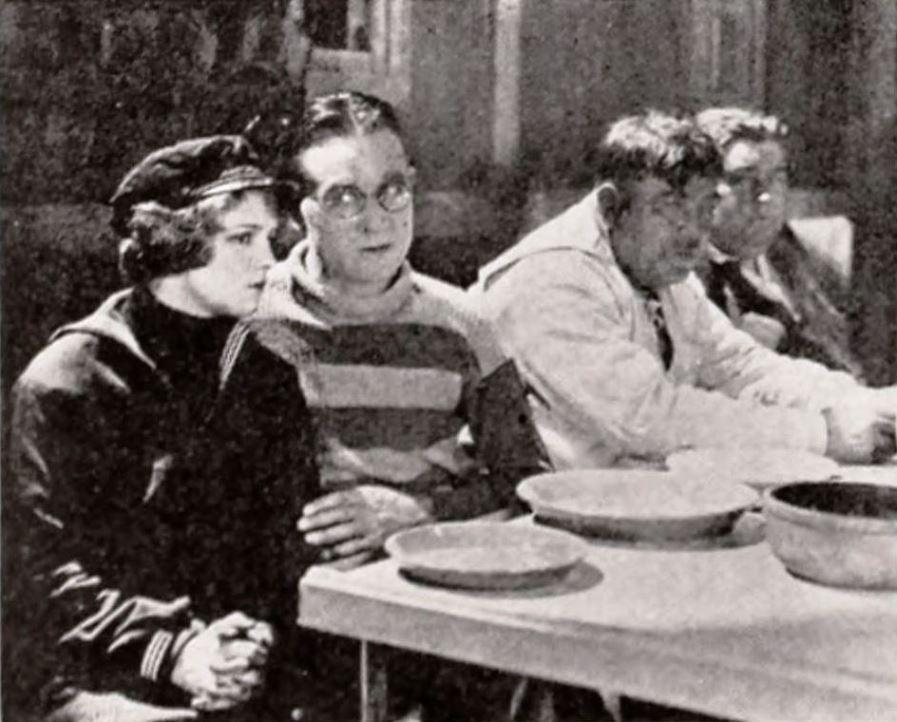
Pauline Garon e Owen Moore

Il magnate J. Young, un ricco orientale dedito al commercio mercantile, vuole mettere le mani sulla Boyd Shipping Company, la compagnia navale che Richard Boyd ha avuto in eredità. Aiutato da Andrew Dunn, general manager della Boyd, Young rapisce Boyd insieme alla fidanzata Pauline. I due sono seguiti da Sam, il cameriere del ricco giovanotto. Sopravvissuta a un naufragio, la coppia viene tratta in salvo ma resta coinvolta in una serie di avventure che la vedranno protagonista, come quella di una gara tra un idrovolante e un motoscafo. Giunti nella roccaforte di Young, Richard viene aiutato da Sam a fronteggiare i pericoli che deve affrontare: alla fine, il giovane riuscirà a farsi valere, ottenendo sia il controllo della società navale che la ragazza.

## Produzione
Il film fu prodotto dalla Selznick Pictures Corporation e Owen Moore Pictures.

## Distribuzione
Il copyright del film, richiesto dalla Owen Moore Pictures, fu registrato il 15 aprile 1922 con il numero LP17803.
Distribuito dalla Select Pictures Corporation e presentato da Lewis J. Selznick, il film uscì nelle sale cinematografiche statunitensi il 5 aprile 1922. In Canada, il film fu presentato a Regina, nel Saskatchewan, il 6 luglio 1922. In Danimarca, con il titolo Et Væddeløb om Lykken, fu distribuito il 18 aprile 1923. In Francia, il 30 novembre 1923 con il titolo Porté manquant; in Finlandia, il 10 febbraio 1924.
Non si conoscono copie ancora esistenti della pellicola che viene considerata presumibilmente perduta e di cui esistono ancora solo circa sette minuti.